# Norwegian Epic
Norwegian Epic – jeden z największych statków pasażerskich świata należący do floty Norwegian Cruise Line. Statek został zbudowany w stoczni STX Europe Chantiers de l'Atlantique w Saint-Nazaire we Francji. Epic został przekazany inwestorowi 17 czerwca 2010 roku. W dziewiczy rejs Epic wyruszył 24 czerwca 2010 z Southampton w Anglii, obierając kurs na Nowy Jork. Po dotarciu do portu docelowego, 1 lipca 2010, Epic był największym statkiem pasażerskim w historii, który zacumował przy terminalu pasażerskim w Nowym Jorku.

## Trasy rejsów
Początkowo portem macierzystym dla Norwegian Epic było Miami, skąd statek wypływał w siedmiodniowe rejsy w rejon wysp karaibskich. W latach 2013 i 2014 Epic wypływa z Miami na Karaiby jedynie w miesiącach zimowych (październik – kwiecień), natomiast w okresie letnim odbywa rejsy europejskie w basenie morza śródziemnego. Najczęściej odwiedzane porty europejskie to Barcelona, Rzym (port Civitavecchia) i Marsylia.
Od kwietnia 2015 Epic ma na stałe pozostawać w Europie, a portem macierzystym ma być Barcelona. W okresie letnim Epic będzie pływał pomiędzy Rzymem a Barceloną, natomiast w okresie zimowym z Barcelony do Maroka i na Wyspy Kanaryjskie.

## Galeria

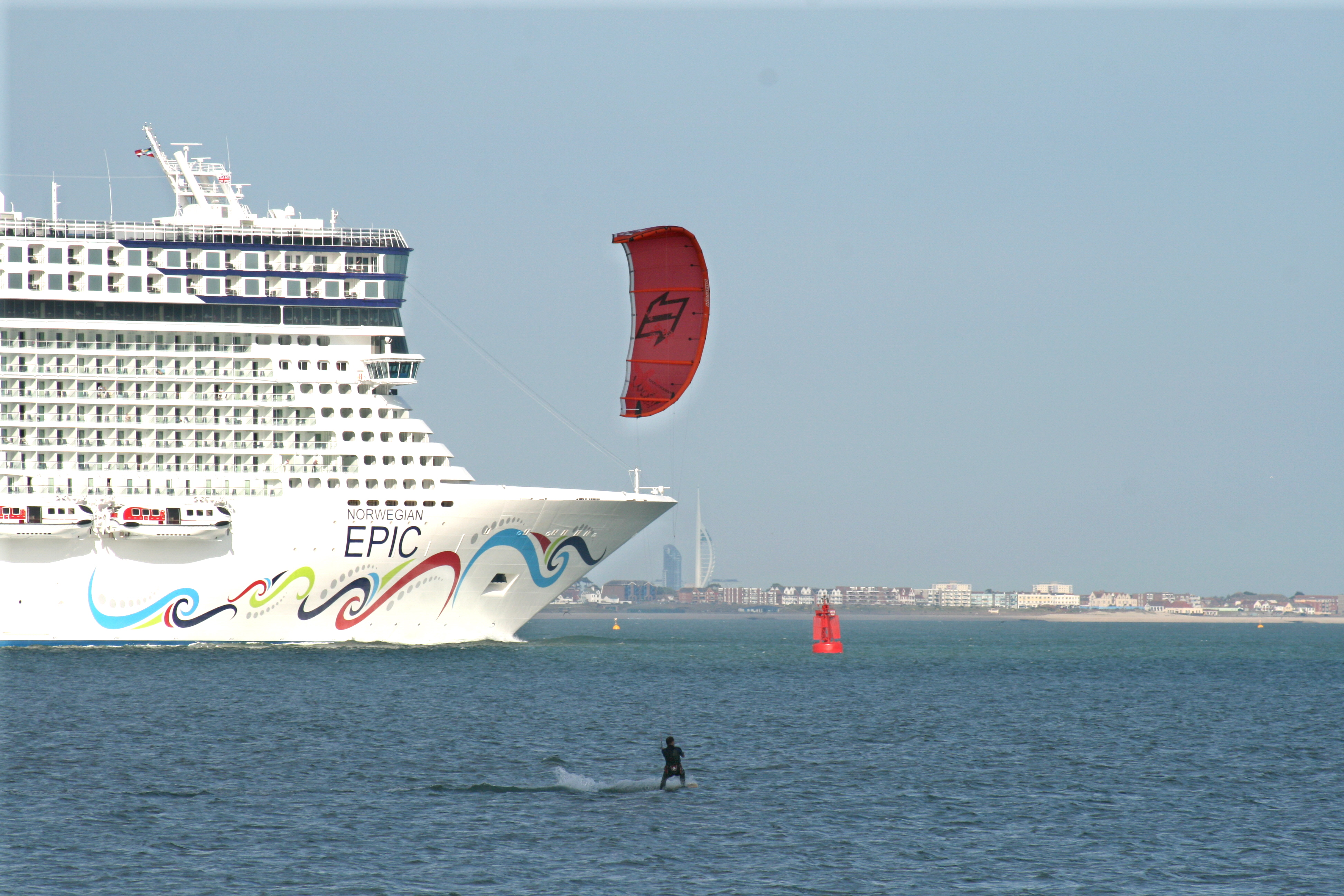
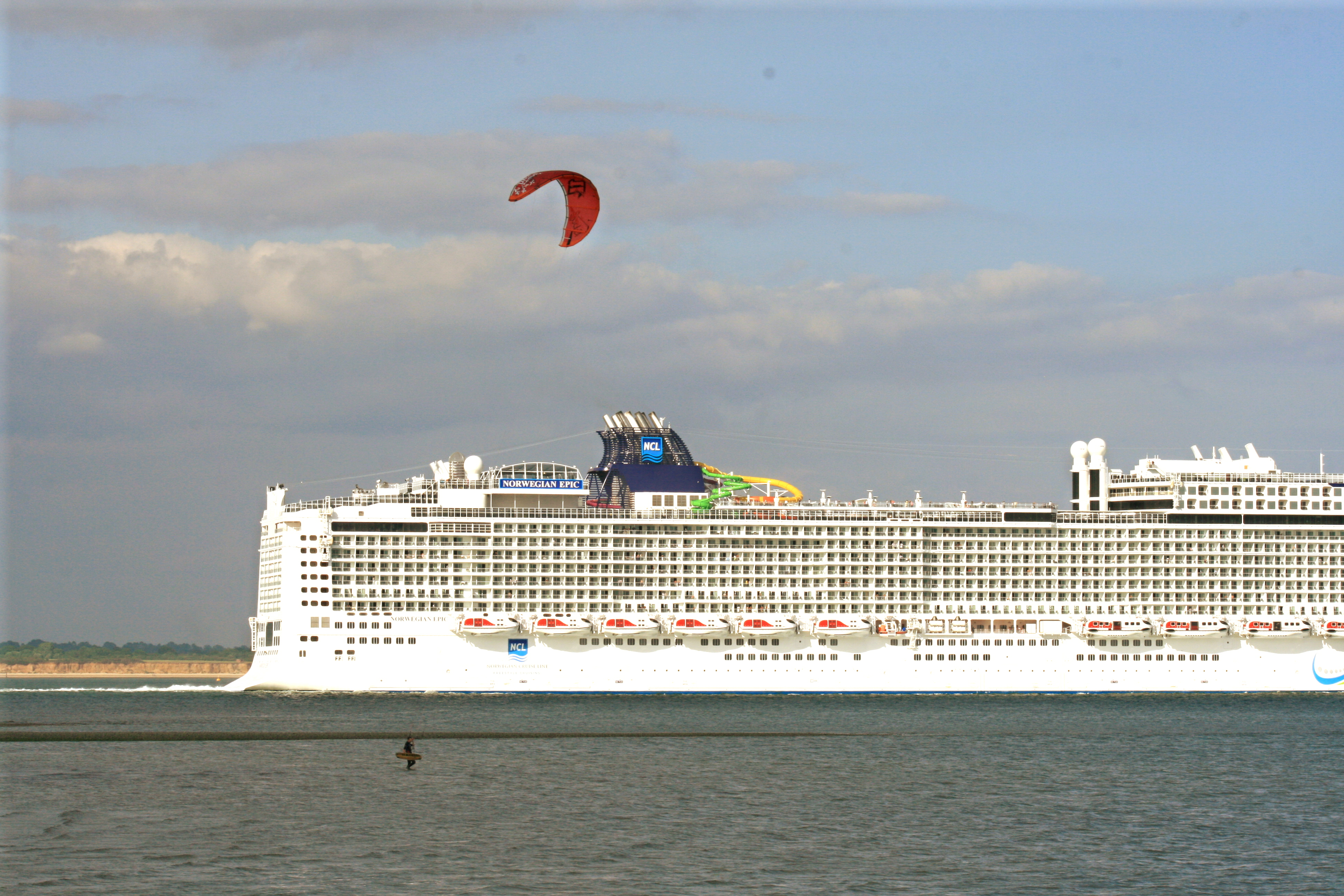
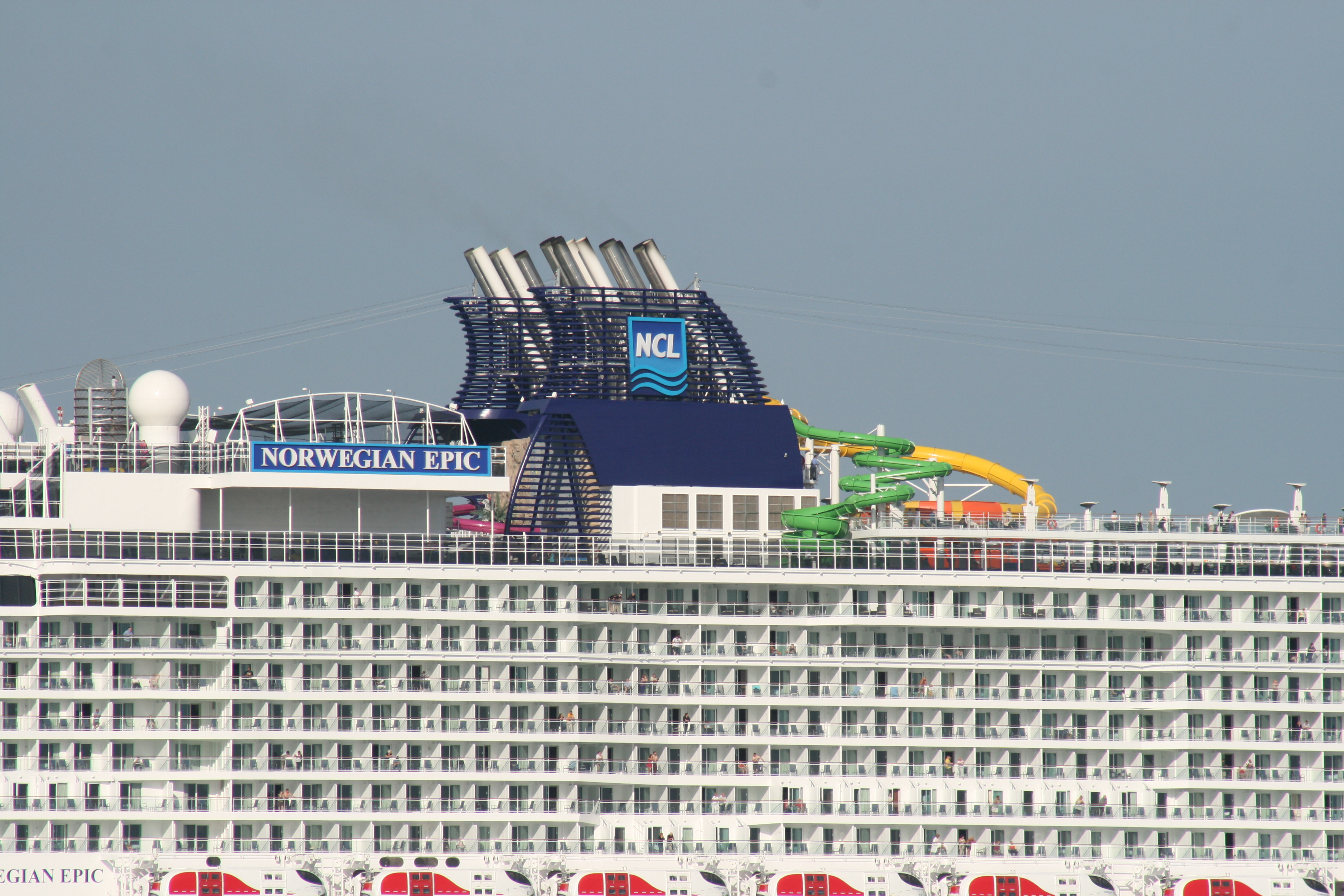